# Quinctilius Varus (Eques)
Quinctilius (in der Überlieferung oft Quintilius) Varus (* um 70 v. Chr. in Cremona; † 24/23 v. Chr.) war ein römischer Ritter und Freund der Dichter Vergil und Horaz. Er ist nicht zu verwechseln mit dem Senator und Statthalter Publius Quinctilius Varus.
Varus lernte den etwa gleichaltrigen Vergil wohl schon während ihrer Jugend in Cremona kennen. Später war er Schüler des epikureischen Philosophen Siron und stand auch in Verbindung mit Philodemos von Gadara. Auch Horaz gehörte zu seinen Freunden, der nach dem Tod des Varus ein an Vergil gerichtetes Trauergedicht (Ode 1, 24) schrieb. Auch in weiteren Gedichten des Horaz wird Varus erwähnt, so in der vermutlich an ihn gerichteten Ode 1, 18 und in der Ars poetica (438 ff.). Varus besaß ein Landgut bei Tibur.